# 반항기
반항기 또는 십대 반항(teenage rebellion)은 청소년이 부모나 가족으로부터 독립된 정체성을 개발하고 독립적인 의사결정 능력을 개발하기 위한 사회적 발달의 일부이다. 
- 이들은 남성 반항 정체성을 개발하는 과정의 일환으로 다양한 역할, 행동, 이념을 실험할 수 있다.
- 십대 반항은 심리학 내에서 계급, 문화 또는 인종을 대체하는 일련의 행동 특성으로 인식되어 왔다.
- 그러나 일부 심리학자들은 이 현상의 보편성에 대해 이의를 제기했다.
- 테러 관리 이론에 따르면, 부모가 자신이나 다른 모든 사람과 마찬가지로 죽는다는 사실을 알게 된 후에는 부모의 권위와 세계관에 대한 아이의 충성심이 약해질 수 있다.
- 이러한 깨달음은 부모가 제공하는 것보다 더 광범위한 안전에 대한 무의식적인 욕구를 만들어낸다.
- 이는 보다 지속적인 의미 감각을 추구하면서 새로운 문화적 충성으로 이어질 수 있다.
- 십대들은 필멸의 개인의 수명보다 더 확실하게 오래 살거나 초월하는 문화 측면에 자신을 귀중한 기여자로 인식하려고 노력한다.
- 그러나 부모 역시 자신의 문화적 신념을 아이에게 심어주기 때문에 아이가 부모의 죽음을 문화적 신념과 연관시키지 않으면 반항의 반항 가능성은 줄어든다.

## 같이 보기
- 세대 차이
- 반항 장애